# Pike County (Ohio)
Pike County ist ein County im Bundesstaat Ohio der Vereinigten Staaten. Der Verwaltungssitz (County Seat) ist seit 1845 Waverly, davor war dies Piketon.

## Geographie
Das County liegt im Süden von Ohio, ist jeweils etwa 60 km von der Grenze zu West Virginia und Kentucky entfernt und hat eine Fläche von 1150 Quadratkilometern, wovon sechs Quadratkilometer Wasserfläche sind. Es grenzt im Uhrzeigersinn an folgende Countys: Ross County, Jackson County, Scioto County, Adams County und Highland County.

## Geschichte
Pike County wurde am 3. Januar 1815 aus Teilen des Adams-, Ross- und des Scioto County gebildet. Benannt wurde es nach Zebulon Pike, einem US-amerikanischen Offizier, Entdecker und Erforscher des nordamerikanischen Kontinents.
Acht Bauwerke und Stätten des Countys sind im National Register of Historic Places (NRHP) eingetragen (Stand 18. Mai 2018). Der Waverly Canal Historic District ist einer von acht Einträgen des Countys im NRHP.

## Demografische Daten

Alterspyramide des Pike County

Nach der Volkszählung im Jahr 2000 lebten im Pike County 27.695 Menschen in 10.444 Haushalten und 7665 Familien. Die Bevölkerungsdichte betrug 24 Einwohner pro Quadratkilometer. Ethnisch betrachtet setzte sich die Bevölkerung zusammen aus 96,72 Prozent Weißen, 0,89 Prozent Afroamerikanern, 0,74 Prozent amerikanischen Ureinwohnern, 0,18 Prozent Asiaten, 0,04 Prozent Bewohnern aus dem pazifischen Inselraum und 0,07 Prozent aus anderen ethnischen Gruppen; 1,36 Prozent stammten von zwei oder mehr Ethnien ab. 0,56 Prozent der Bevölkerung waren spanischer oder lateinamerikanischer Abstammung.
Von den 10.444 Haushalten hatten 35,5 Prozent Kinder und Jugendliche unter 18 Jahre, die bei ihnen lebten. 56,8 Prozent waren verheiratete, zusammenlebende Paare, 11,9 Prozent waren allein erziehende Mütter, 26,6 Prozent waren keine Familien, 22,8 Prozent waren Singlehaushalte und in 10,4 Prozent lebten Menschen im Alter von 65 Jahren oder darüber. Die Durchschnittshaushaltsgröße betrug 2,61 und die durchschnittliche Familiengröße lag bei 3,04 Personen.
Auf das gesamte County bezogen setzte sich die Bevölkerung zusammen aus 27,2 Prozent Einwohnern unter 18 Jahren, 8,9 Prozent zwischen 18 und 24 Jahren, 28,9 Prozent zwischen 25 und 44 Jahren, 21,5 Prozent zwischen 45 und 64 Jahren und 13,6 Prozent waren 65 Jahre alt oder darüber. Das Durchschnittsalter betrug 35 Jahre. Auf 100 weibliche Personen kamen 95,4 männliche Personen. Auf 100 Frauen im Alter von 18 Jahren oder darüber kamen statistisch 92,5 Männer.
Das jährliche Durchschnittseinkommen eines Haushalts betrug 31.649 USD, das Durchschnittseinkommen der Familien betrug 35.934 USD. Männer hatten ein Durchschnittseinkommen von 32.379 USD, Frauen 20.761 USD. Das Prokopfeinkommen betrug 16.093 USD. 15,1 Prozent der Familien und 18,6 Prozent der Bevölkerung lebten unterhalb der Armutsgrenze. Davon waren 23,2 Prozent Kinder oder Jugendliche unter 18 Jahre und 13,6 Prozent waren Menschen über 65 Jahre.